# Philodromus ketani
Philodromus ketani är en spindelart som beskrevs av Gajbe 2005. Philodromus ketani ingår i släktet Philodromus och familjen snabblöparspindlar. Inga underarter finns listade i Catalogue of Life.